# Крутояровка (Одесская область)
Крутояровка (укр. Крутоярівка) — село, относится к Белгород-Днестровскому району Одесской области Украины. Протекает река Язь.

## История
Было основано приблизительно в 1824 г. бежавшими от турецкого насилия 30 вдовами молдаванок с детьми сиротами обосновавшись на территории Южной Бессарабии (Буджак) — историческая область в междуречье Дуная и Днестра, на юго-западе Одесской области. На севере граничит с Молдавией, на западе — с Румынией, к востоку располагается регион Северное Причерноморье.  Название села стало Вэдень что в переводе означает «Вдовье». На военных трёхверстовых картах Российской Империи (лист 31-8, 1868 г.) обозначено уже как Молдовка (Вэдень) и относилось к Аккерманскому уезду Бессарабии. В годы становления советской власти село сперва входило в состав Старокозацкого района Одесской области. Последнее название села Крутояровка (село расположилось между двух крутых яров).
Население по переписи 2001 года составляло 1933 человека. Почтовый индекс — 67722. Телефонный код — 4849. Занимает площадь 6,22 км².
В 1945 г. Указом ПВС УССР село Молдовка переименовано в Крутояровку.                                                                     Жители ближайших сел  и сами кореные жители, до сих пор называют село старым своим названием Вэдень.

## Местный совет
67722, Одесская обл., Белгород-Днестровский р-н, с. Крутояровка, ул. 40-летия Победы, 2.

## Известные люди
- Мангул, Анатолий Ильич (род. 1952) — украинский политик, глава Мелитопольского горисполкома (1991—1997), городской голова города Мелитополя (1997—1998), депутат Верховном Рады (1998—2002), первый заместитель министра промышленной политики (2003—2005), заместитель главы ФГИ (с 2010).
- Фишман, Лазарь Ефимович (1897—1988) — комбриг (1939), генерал-майор (1940).